# Thailands herrlandslag i rugby union
Thailands herrlandslag i rugby union representerar Thailand i rugby union på herrsidan.

## Historik
Laget spelade sin första match 1955 i Bangkok, och förlorade med 6-27 mot Malaysia.

### Fotnoter
1. ↑  ”Rugby International”. http://www.rugbyinternational.net/countries/thailand.htm. Läst 26 augusti 2011.